# Zeuneryt
Zeuneryt – minerał z grupy arsenianów. Po raz pierwszy został opisany w 1872 roku po znalezieniu go w górach Rudawach. Został nazwany na cześć Gustawa Zeunera.

## Właściwości
Krystalizuje w układzie tetragonalnym. Wykształca tabliczki różnej grubości, kryształy narosłe podwójne piramidy, ziemiste i w formie naskorupień. Jest minerałem kruchym, przezroczystym lub półprzezroczystym. Zielony w odcieniach, najczęściej o szklistym połysku i zielonej rysie. Jest minerałem radioaktywnym. 

## Występowanie
Występuje w strefie utleniania minerałów miedzi i uranu, w miarolach w granitach. Towarzyszą mu autunit, erytryn, kwarc, albit, goethyt, uranocircyt, fluoryt, baryt oraz minerał arsenu.

## Miejsce występowania
- Niemcy (Schwarzwald, Rudawy)[2]
- Kornwalia, Wielka Brytania[2]
- Piemont, Włochy[2]
- Stany Zjednoczone (Utah, Arizona)[2]
- Francja[2]